# Kosuke Ota (1982)
Kosuke Ota (太田 康介 Ōta Kōsuke?, nacido el 26 de octubre de 1982 en Urawa (actualmente Saitama), Saitama) es un futbolista japonés que se desempeña como defensa.

## Trayectoria

### Clubes
| Club               | País  | Año         |
| ------------------ | ----- | ----------- |
| Saitama SC         | Japón | 2005        |
| Yokogawa Musashino | Japón | 2007 - 2009 |
| FC Machida Zelvia  | Japón | 2010 - 2013 |
| Zweigen Kanazawa   | Japón | 2014 - 2017 |

## Estadística de carrera

### J. League
| Club              | Año   | J. League | J. League | Copa J. League | Copa J. League | Total | Total |
| Club              | Año   | Part.     | Goles     | Part.          | Goles          | Part. | Goles |
| ----------------- | ----- | --------- | --------- | -------------- | -------------- | ----- | ----- |
| FC Machida Zelvia | 2012  | 38        | 4         | -              | -              | 38    | 4     |
| Zweigen Kanazawa  | 2014  | 33        | 7         | -              | -              | 33    | 7     |
| Zweigen Kanazawa  | 2015  | 38        | 3         | -              | -              | 38    | 3     |
| Zweigen Kanazawa  | 2016  | 37        | 3         | -              | -              | 37    | 3     |
| Zweigen Kanazawa  | 2017  | 29        | 0         | -              | -              | 29    | 0     |
| Total             | Total | 165       | 17        | 0              | 0              | 165   | 17    |

## Palmarés

### Títulos nacionales
| Título    | Club             | País  | Año  |
| --------- | ---------------- | ----- | ---- |
| J3 League | Zweigen Kanazawa | Japón | 2014 |